# Thomas Cromwell
Thomas Cromwell (circa 1485 in Putney (Wandsworth) – Londen, 28 juli 1540) was een Engels staatsman en vertrouweling van Hendrik VIII.

## Biografie
Cromwell was de enige zoon van Walter Cromwell (circa 1463-1510), genaamd Smyth, een brouwer en smid uit Putney. Hij kwam uit een gegoede familie. Zijn grootvader John Cromwell schijnt tot de familie Cromwell uit Nottinghamshire te hebben behoord. Het bekendste lid van deze familie was Ralph Cromwell, Baron Cromwell of Tattershall, (1394-1456) die vanaf 1433-44 Lord Treasurer was. Johns zoon Walter schijnt de naam Smyth te hebben aangenomen toen hij in de leer ging bij zijn oom William Smyth, een wapensmid uit Wimbledon.
Over Cromwells vroege leven is niet veel bekend. Cromwell zou onder andere soldaat zijn geweest. Voor 1512 werkte hij voor de machtige Florentijnse Frescobaldi's, een familie van handelsbankiers, op de stoffenmarkt in Middelburg. Cromwell reisde ook geruime tijd door Italië. Uit documenten in de archieven van het Vaticaan blijkt dat hij een vertegenwoordiger was van kardinaal Reginald Bainbridge en Engelse kerkelijke zaken voor de Sacra Rota Romana behandelde. Cromwell sprak naast Engels vloeiend Latijn, Italiaans en Frans.

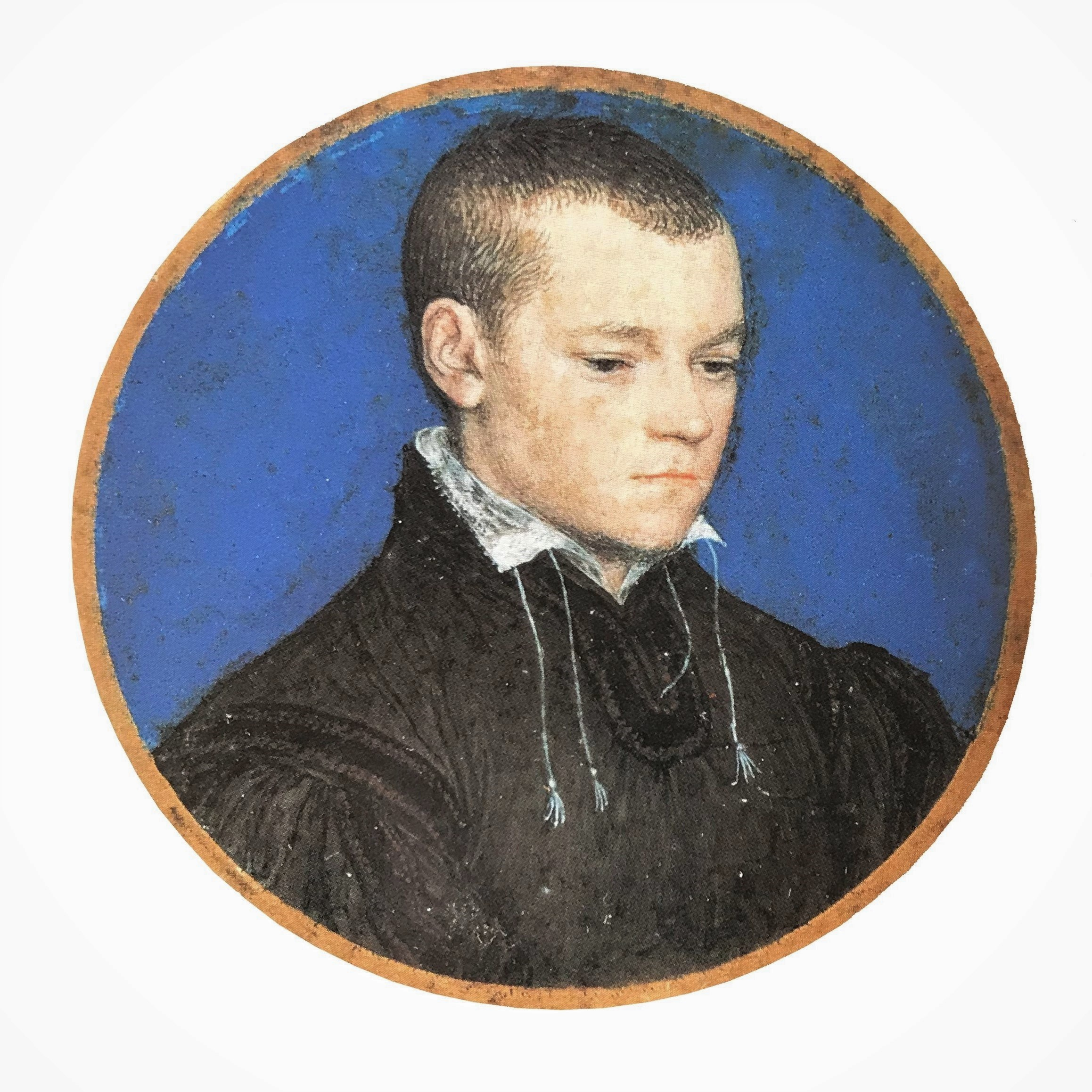
Gregory Cromwell, ca. 1535-40, Hans Holbein

Nadat Bainbridge in 1514 was overleden, keerde Cromwell in augustus van dat jaar naar Engeland terug. Hij trad in dienst bij kardinaal Wolsey en werd weer met het behandelen van kerkelijke zaken belast, hoewel hij een leek was. In 1519 trouwde hij met Elizabeth Wyckes (1489–1527), met wie hij een zoon kreeg, Gregory, die later met Elizabeth Seymour zou trouwen, de zuster van Jane Seymour. Cromwell studeerde rechten en werd lid van het Parlement van Engeland. Nadat dit was ontbonden werd Cromwell in 1524 aan Gray's Inn benoemd.
Hij trad rond 1525 opnieuw in dienst bij kardinaal Wolsey, die een belangrijke adviseur van Hendrik VIII was. Nadat Wolsey in ongenade was gevallen, wist Cromwell snel de gunst van Hendrik VIII te verwerven. Aan het eind van 1531 behoorde hij al tot de Privy Council en in 1532 was hij Hendriks belangrijkste minister. In juli 1536 werd hij zowel tot Baron Cromwell of Okenham als tot Secretary of State (minister) en Lord Privy Seal benoemd en daarnaast tot vicaris-generaal, als plaatsvervanger van de koning, met absolute macht over de Anglicaanse Kerk. Cromwell voerde de door de koning gewenste hervormingen door. Wegens zijn optreden tegen de kloosters kreeg hij de bijnaam "Hamer der monniken".
In 1537 werd Cromwell in de Orde van de Kousenband opgenomen. In 1539 verwoestte hij de Shaftesbury Abbey in opdracht van Hendrik VIII.
Cromwell werd de leider van de protestantse partij aan het hof van Hendrik VIII. In 1539 arrangeerde hij het huwelijk van de koning met Anna van Kleef, om zo een alliantie met de Kleefse protestanten te smeden. Hij werd op 18 april 1540 tot Earl of Essex verheven. Hendrik VIII was echter niet erg ingenomen met het hem opgedrongen huwelijk en schijnt zijn nieuwe echtgenote als "Vlaamse knol" te hebben betiteld.
De weerzin van de koning en de intriges van de katholieke partij onder de Hertog van Norfolk en bisschop Gardiner leidden ten slotte tot de val van de machtigste minister van Engeland. Cromwell werd op 10 juni gearresteerd en vervolgens wegens hoogverraad en ketterij aangeklaagd. Hij werd ter dood veroordeeld en op 28 juli 1540 in de Tower onthoofd. Hendrik VIII zou de executie met opzet door een onervaren beul hebben laten uitvoeren. Een paar maanden later had hij spijt.

### Wetenschappelijk
- Daniël Grosheide, Cromwell naar het oordeel van zijn Nederlandse tijdgenoten (proefschrift VU, 1951)